# Limnophora interfrons
Limnophora interfrons är en tvåvingeart som beskrevs av Hsue 1982. Limnophora interfrons ingår i släktet Limnophora och familjen husflugor. Inga underarter finns listade i Catalogue of Life.